# Бред величия
Бред вели́чия, мегалома́ния (от др.-греч. μεγάλως «величественно», μέγας «большой, огромный» и др.-греч. μανία «страсть, безумие»), мегаломани́ческий или мегалома́нный бред, экспанси́вный бред (от лат. expando «расширять, распространять, простираться»), также (некорректно) ма́ния вели́чия — бредовый тип самосознания и поведения личности, выражающийся в крайней степени переоценки своей важности, известности, популярности, богатства, власти, гениальности, политического влияния, вплоть до всемогущества. Часто ошибочно именуется в быту «манией величия», тогда как в психиатрии под манией понимается неадекватное приподнятое настроение, характеризующееся повышенной двигательной активностью, ускоренными мышлением и речью.
Человек, страдающий бредом величия, может быть действительно важной фигурой, как в случае выдающегося математика Джона Нэша, который отклонил престижный академический пост на том основании, что он должен быть возведён на престол императора Антарктиды.

## Бредовые идеи величия
Бредовые идеи величия — группа расстройств, в которую входит бред особого происхождения, гениальности, изобретательства, богатства, реформаторства, влюблённости.
При бреде особого происхождения больной убеждён в своей принадлежности к знатному роду, известному всей стране или даже всему миру. Он может считать себя, к примеру, сыном популярной кинозвезды или важного государственного деятеля. Одна больная утверждала, что она последняя из рода Данте, так как якобы один из родственников Данте Алигьери жил там же, где и она (в Крыму). Другой больной был уверен в том, что он потомок внебрачного сына Николая II, и по этой причине претендовал на российский престол.
Бред богатства — это ошибочная убеждённость больного в том, что он богат. Данный вид бреда может быть правдоподобным, например при утверждениях нищего о наличии 50000 рублей на счету в банке, или нелепым, когда человек считает, что у него несколько сделанных из золота домов в различных странах, все алмазы мира принадлежат ему и т. п.
Бред изобретательства — убеждённость больного в том, что он сделал выдающееся открытие, вывел формулу вечной молодости, нашёл лекарство от всех неизлечимых болезней и т. п. Один больной, проведя 2 часа в очереди за мясом, изобрёл формулу «искусственного мяса» — C₃₈H₂O₁₅. Такие молекулы якобы находились в воздухе, поэтому он предлагал «штамповать мясо прямо из атмосферы», «чтобы навсегда решить проблему голода на Земле».
При бреде влюблённости больной уверен, что в него влюбилось популярное или высокопоставленное лицо (государственный деятель, выдающийся спортсмен, артист).
При бреде реформаторства больной добивается признания разработанной им экономической, социальной или политической «теории», которая претендует на революционные изменения, которые должны преобразовать существующий мир и облагодетельствовать человечество. Одна больная утверждала, что на северном и южном полюсах Земли необходимо одновременно взорвать по водородной бомбе. После этого скорость вращения Земли якобы будет изменена, и в Сибири (откуда родом больная) будет тропический климат и будут произрастать персики и ананасы.

## Бред в структуре отдельных болезней
В современной психиатрии бред величия не считается отдельным расстройством психики, но рассматривается как проявление различных психических расстройств — например, как составная часть симптомокомплекса паранойи или составная часть маниакального синдрома (при котором те или иные бредовые идеи возможны, когда мания достигает тяжёлой степени — т. н. мания с психотическими симптомами). Бред величия встречается при маниакальных состояниях при прогрессивном параличе, шизофрении, в маниакальной фазе биполярного аффективного расстройства. При шизофрении, главным образом её парафренической стадии, бред величия грандиозно-фантастичен. При прогрессивном параличе — грандиозно нелеп.